# Leonard Woolley
Charles Leonard Woolley (17 abril 1880 – 20 fevereiro 1960) foi um arqueólogo britânico mais conhecido por suas escavações em Ur na Mesopotâmia. Ele é reconhecido como um dos primeiros arqueólogos "modernos" que escavaram de maneira metódica, mantendo registros cuidadosos e usando-os para reconstruir a vida e a história antigas. Woolley foi nomeado cavaleiro em 1935 por suas contribuições à disciplina de arqueologia. Ele foi casado com a arqueóloga britânica Katharine Woolley.

## Carreira

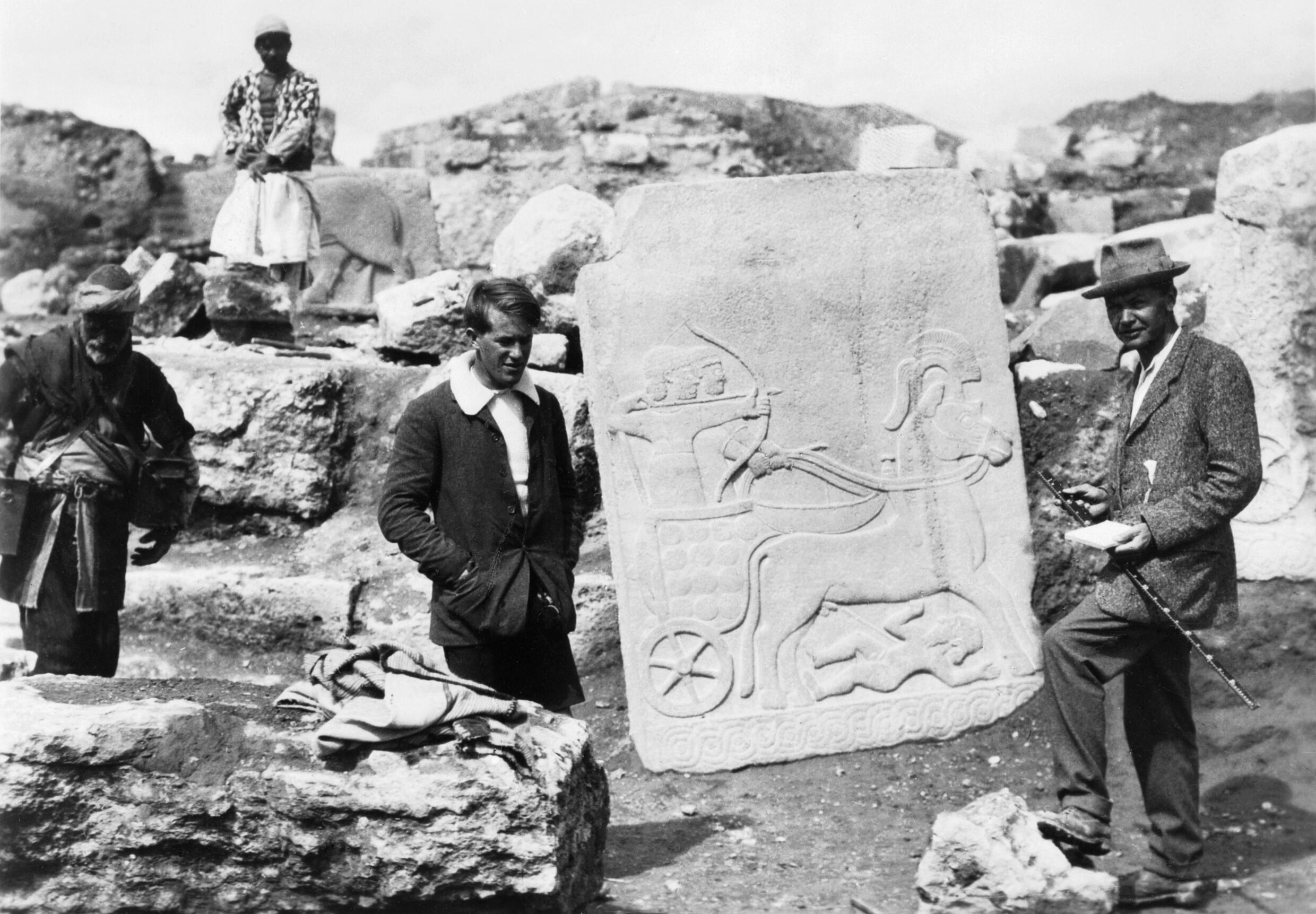
Woolley (direita) e T. E. Lawrence com uma laje hitita em Carquemis durante a escavação, entre 1912 e 1914.

Em 1905, Woolley tornou-se assistente do Museu Ashmolean, em Oxford. Indicado por Arthur Evans para liderar as escavações no sítio romano de Corbridge (próximo à Muralha de Adriano) para Francis Haverfield, Woolley iniciou sua carreira em arqueologia ali em 1906, admitindo posteriormente em Spadework que "nunca havia estudado métodos arqueológicos, nem mesmo em livros... e não tinha ideia de como fazer um levantamento ou planta baixa" (Woolley 1953:15). Apesar disso, o Leão de Corbridge foi encontrado sob sua supervisão.
Woolley viajou em seguida para a Núbia, no sul do Egito, onde trabalhou com David Randall-MacIver na Expedição Eckley Coxe à Núbia, realizada sob os auspícios do Museu da Universidade da Pensilvânia. Entre 1907 e 1911, conduziram escavações e levantamentos arqueológicos em locais como Areika, Buhen, e a cidade meroítica de Karanog. Entre 1912 e 1914, com T. E. Lawrence como assistente, escavou a cidade hitita de Carquemis, na Síria. Lawrence e Woolley aparentemente trabalhavam para a Inteligência Naval Britânica, monitorando a construção da ferrovia Berlim-Bagdá da Alemanha.
Durante a Primeira Guerra Mundial, Woolley, junto com Lawrence, foi designado para o Cairo, onde conheceu Gertrude Bell. Posteriormente, transferiu-se para Alexandria, onde foi encarregado de espionagem naval. Capturado pelos turcos em um navio, ficou preso por dois anos em um campo de prisioneiros relativamente confortável. Ao final da guerra, recebeu a Croix de Guerre da França.
Nos anos seguintes, Woolley retornou a Carquemis e depois trabalhou em Amarna, no Egito.

### Escavações em Ur
Woolley liderou uma expedição conjunta do Museu Britânico e da Universidade da Pensilvânia a Ur, iniciada em 1922, que incluiu sua esposa, a arqueóloga britânica Katharine Woolley. Lá, fizeram descobertas importantes, como o Touro de Cobre e a Lira com Cabeça de Touro. Durante a escavação do cemitério real, foram encontradas as figuras do Carneiro no Arbusto. O romance de Agatha Christie, Assassinato na Mesopotâmia, foi inspirado pela descoberta das tumbas reais. Agatha Christie mais tarde se casou com o jovem assistente de Woolley, Max Mallowan.
Ur era o local de sepultamento de possivelmente muitos membros da realeza Suméria. Os Woolley descobriram tumbas de grande riqueza material, contendo grandes pinturas da antiga cultura suméria em seu apogeu, além de joias de ouro e prata, copos e outros artefatos. A tumba mais extravagante era a da "Rainha" Pu-Abi. Surpreendentemente, a tumba da Rainha Pu-Abi estava intacta, não saqueada. Dentro dela, foram encontrados muitos objetos bem preservados, incluindo um selo cilíndrico com seu nome em sumério. Seu corpo foi enterrado junto com dois acompanhantes, que presumivelmente foram envenenados para continuar a servi-la após a morte. Woolley conseguiu reconstruir a cerimônia funerária de Pu-Abi a partir dos objetos encontrados em sua tumba.

### Escavações em Al Mina e Tell Atchana
Em 1936, após as descobertas em Ur, Woolley interessou-se por encontrar laços entre as antigas civilizações egeia e mesopotâmica. Isso o levou à cidade síria de Al Mina. Ele escavou Tell Atchana entre 1937–1939 e 1946–1949. Sua equipe descobriu palácios, templos, residências particulares e muralhas de fortificação em 17 níveis arqueológicos, datando do final da Idade do Bronze Antiga (c. 2200–2000 a.C.) até a Idade do Bronze Tardia (c. século XIII a.C.). Entre os achados estava a estátua inscrita de Idrimi, rei de Alalakh por volta do início do século XV a.C.

### Teoria local do dilúvio do Gênesis
Woolley foi um dos primeiros arqueólogos a propor que o dilúvio descrito no Livro do Gênesis era local, após identificar um estrato de inundação em Ur com "640 km de comprimento e 160 km de largura; mas para os habitantes do vale, aquilo era o mundo inteiro".

### Segunda Guerra Mundial
Sua carreira arqueológica foi interrompida pela entrada do Reino Unido na Segunda Guerra Mundial, e ele integrou a Seção de Monumentos, Belas Artes e Arquivos dos exércitos aliados. Após a guerra, retornou a Alalakh, onde continuou a trabalhar de 1946 até 1949.

## Vida pessoal
Woolley foi casado com Katharine Elizabeth Keeling (junho de 1888 – 8 de novembro de 1945), nascida na Inglaterra de pais alemães e tendo também sido casada com o tenente-coronel Bertram Francis Eardley Keeling, do Ordem do Império Britânico.

## Publicações
- Dead Towns and Living Men. Being Pages From An Antiquary's Notebook, Jonathan Cape, 1920
- Ur of the Chaldees, Ernest Benn Limited, 1938 [1929] repub. por Penguin Books, rev. 1950, 1952
- The Excavations at Ur and the Hebrew Records, George Allen and Unwin, Londres, 1929
- Digging Up The Past, 1930, com base em palestras originalmente transmitidas pela BBC
- Abraham: Recent Discoveries and Hebrew Origins, Faber and Faber Londres, 1936
- Ur: The first phases, Penguin Books Harmondsworth, 1946
- Syria as a Link Between East and West, 1936
- A Forgotten Kingdom, Penguin Books, 1953
- Spadework: Adventures in Archaeology, 1953
- Excavations at Ur: A Record of 12 Years' Work, 1954
- Alalakh, An Account of the Excavations at Tell, Oxford University Press, 1955
- History of Mankind, 1963 (com Jaquetta Hawkes)
- The Sumerians, 1965